# Notting Hill Gate (London Underground)

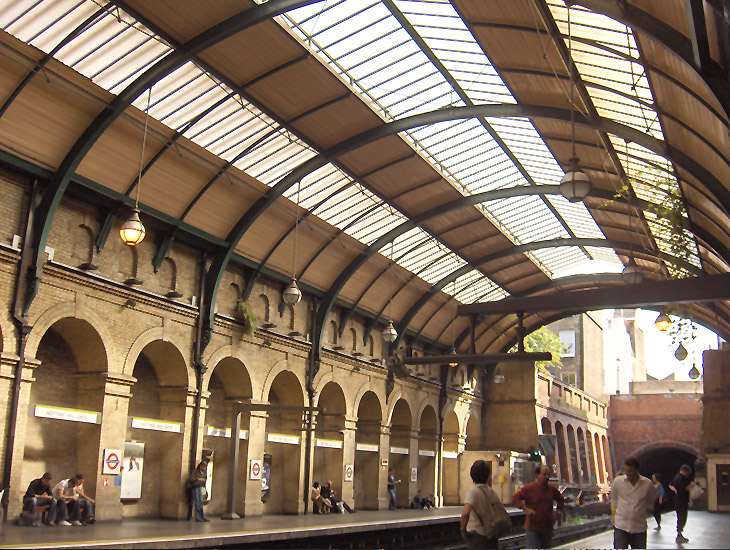
Bahnsteige der Circle Line und der District Line

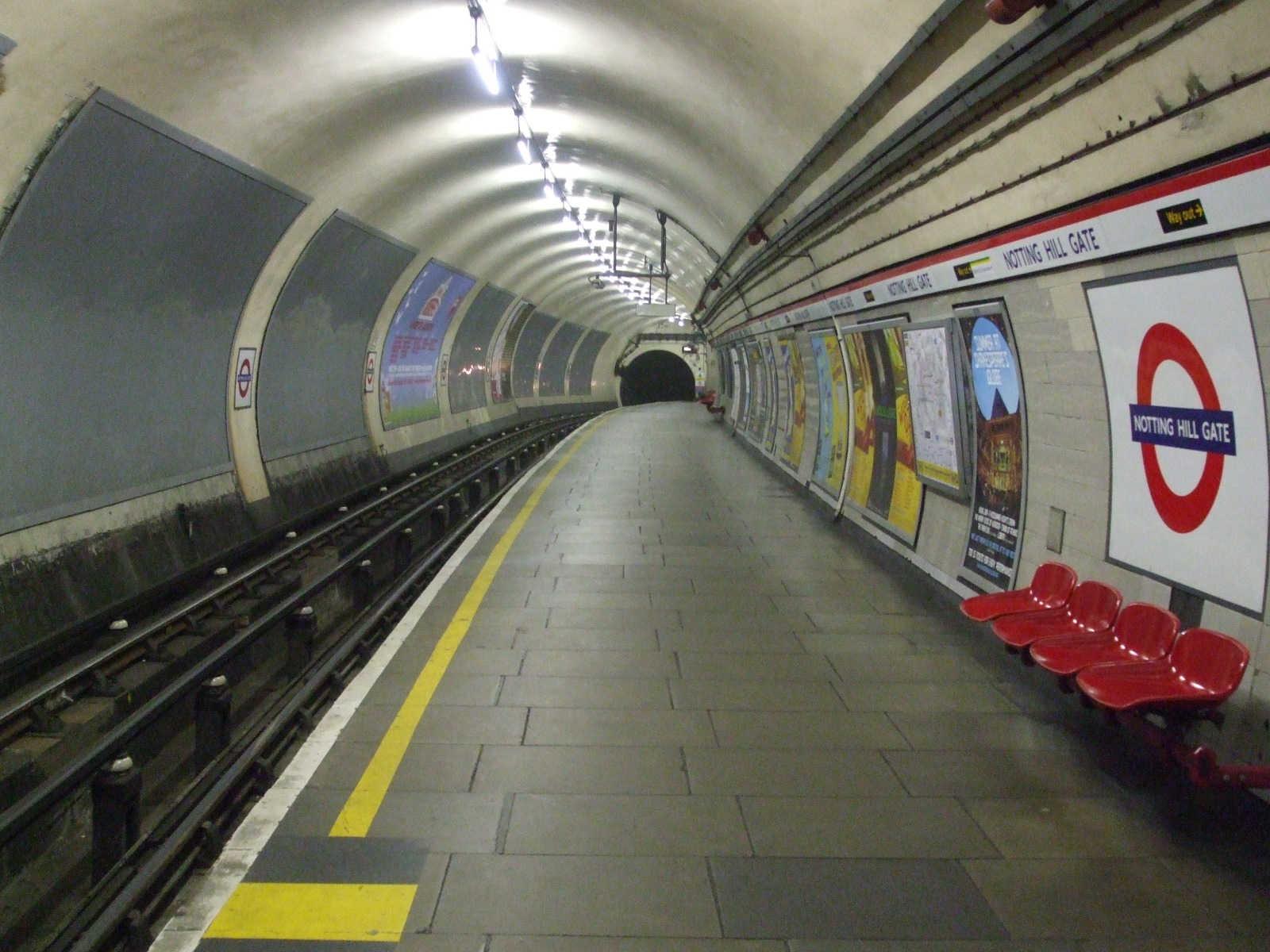
Bahnsteig der Central Line

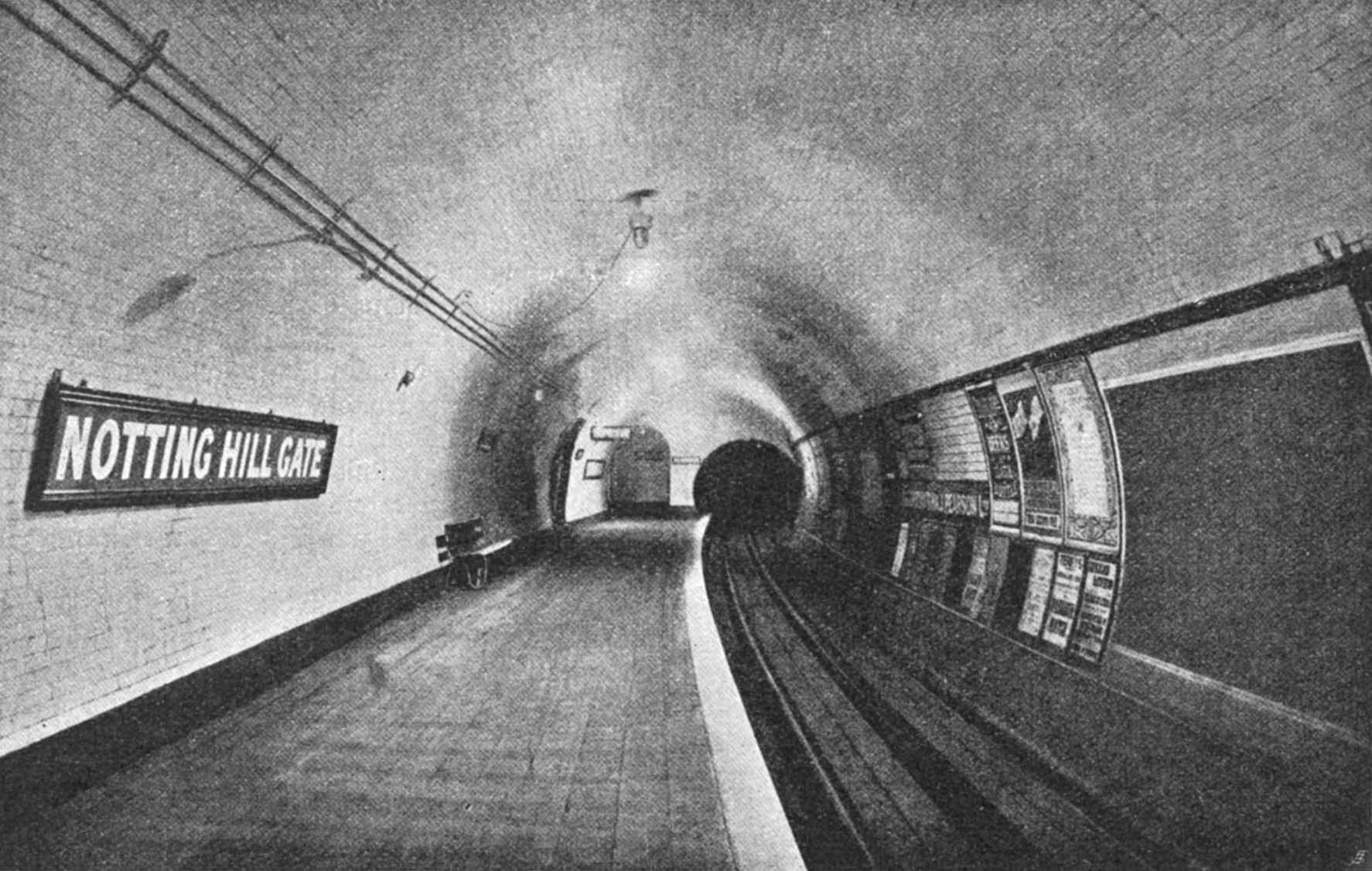
Bahnsteig der Central Linie zur Zeit der Eröffnung

Notting Hill Gate ist eine unterirdische Station der London Underground im Stadtbezirk Royal Borough of Kensington and Chelsea. Sie liegt in den Travelcard-Tarifzonen 1 und 2 nordwestlich der Kensington Gardens, im Zentrum des Stadtviertels Notting Hill. Hier besteht eine Umsteigemöglichkeit von der Central Line zur Circle Line und zur District Line. Im Jahr 2014 nutzten 17,40 Millionen Fahrgäste die Station.
Eröffnet wurde die Station am 1. Oktober 1868 durch die Metropolitan Railway, die Vorgängergesellschaft der Metropolitan Line – als Teil der Strecke zwischen Paddington und Gloucester Road, die ab 1884 auch von der District Railway (Vorgängerin der District Line) befahren wurde. Am 30. Juli 1900 folgte die Central London Railway, die Vorgängerin der Central Line, mit eigenen Bahnsteigen. Seit 1949 wird die Circle Line als eigenständige Linie betrachtet, während die Metropolitan Line zurückgezogen wurde.
Bis in die 1950er Jahre hinein waren die Bahnsteige der Central Line bzw. der Circle/District Line baulich voneinander getrennt. Da sie von zwei konkurrierenden Gesellschaften erbaut worden waren, gab es zwei separate Stationsgebäude auf beiden Seiten der Straße, ohne direkte Verbindung miteinander. Man baute eine neue gemeinsame Schalterhalle und Verbindungstunnel, die am 1. März 1959 eröffnet wurden. Das Stationsgebäude der District/Circle Line mit dem teilweise verglasten halbrunden Dach steht seit 1984 unter Denkmalschutz (Grade II).